# マンギスタウ州

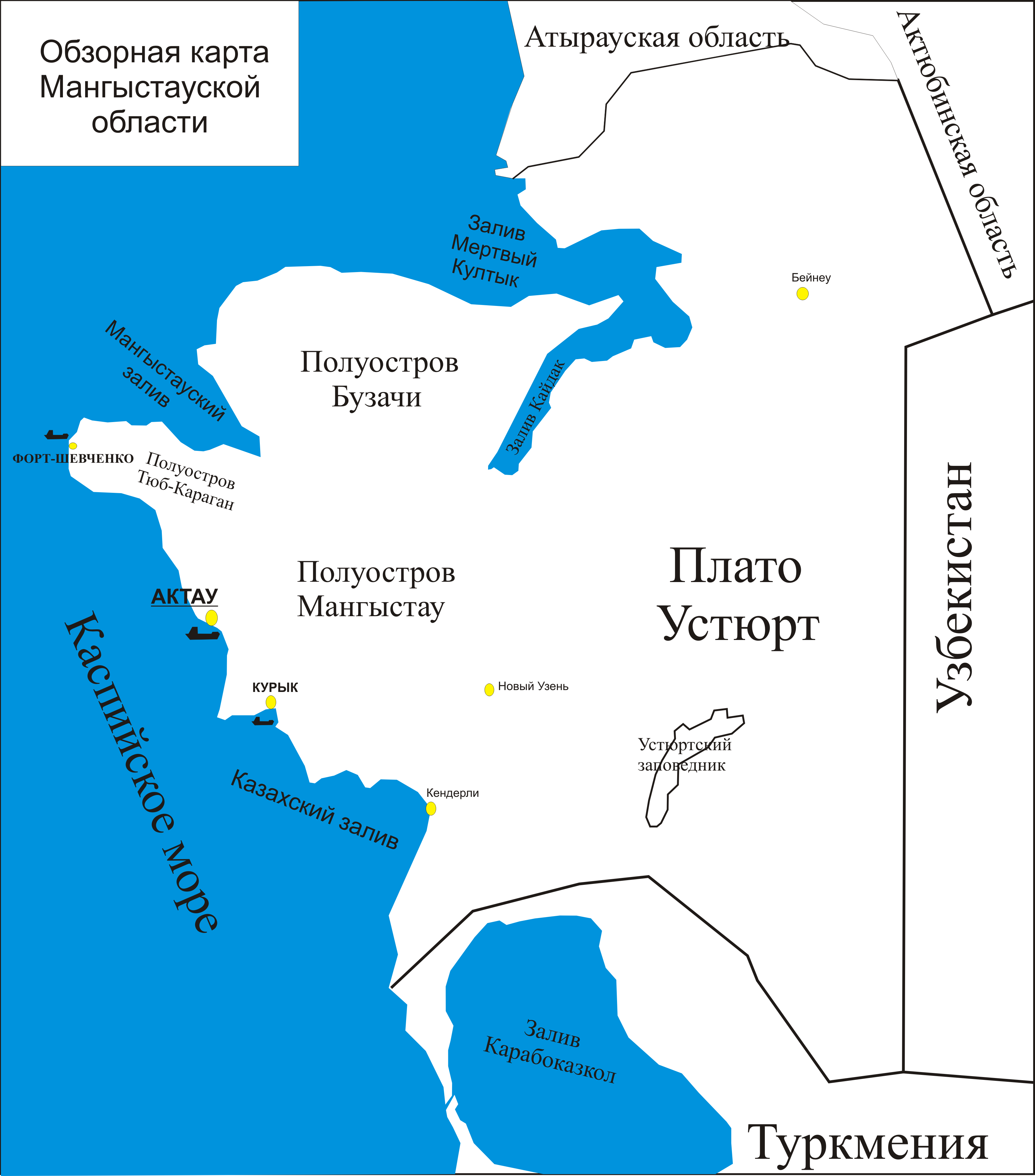
マンギスタウ州の拡大図

マンギスタウ州（マンギスタウしゅう、カザフ語: Маңғыстау облысы、ロシア語: Мангистауская область）は、中央アジアのカザフスタンの州の1つ。州都はアクタウ。面積は約16万5000平方km。州の人口は約76万人。近年は人口増加率が著しく、2009年の国勢調査によると485,392人であった。
カザフ・ソビエト社会主義共和国時代の1973年にグリエフ州（現在のアティラウ州）から分離した。ただし1988年6月2日から1990年8月18日まではグリエフ州に再編入されていた。

## 地理

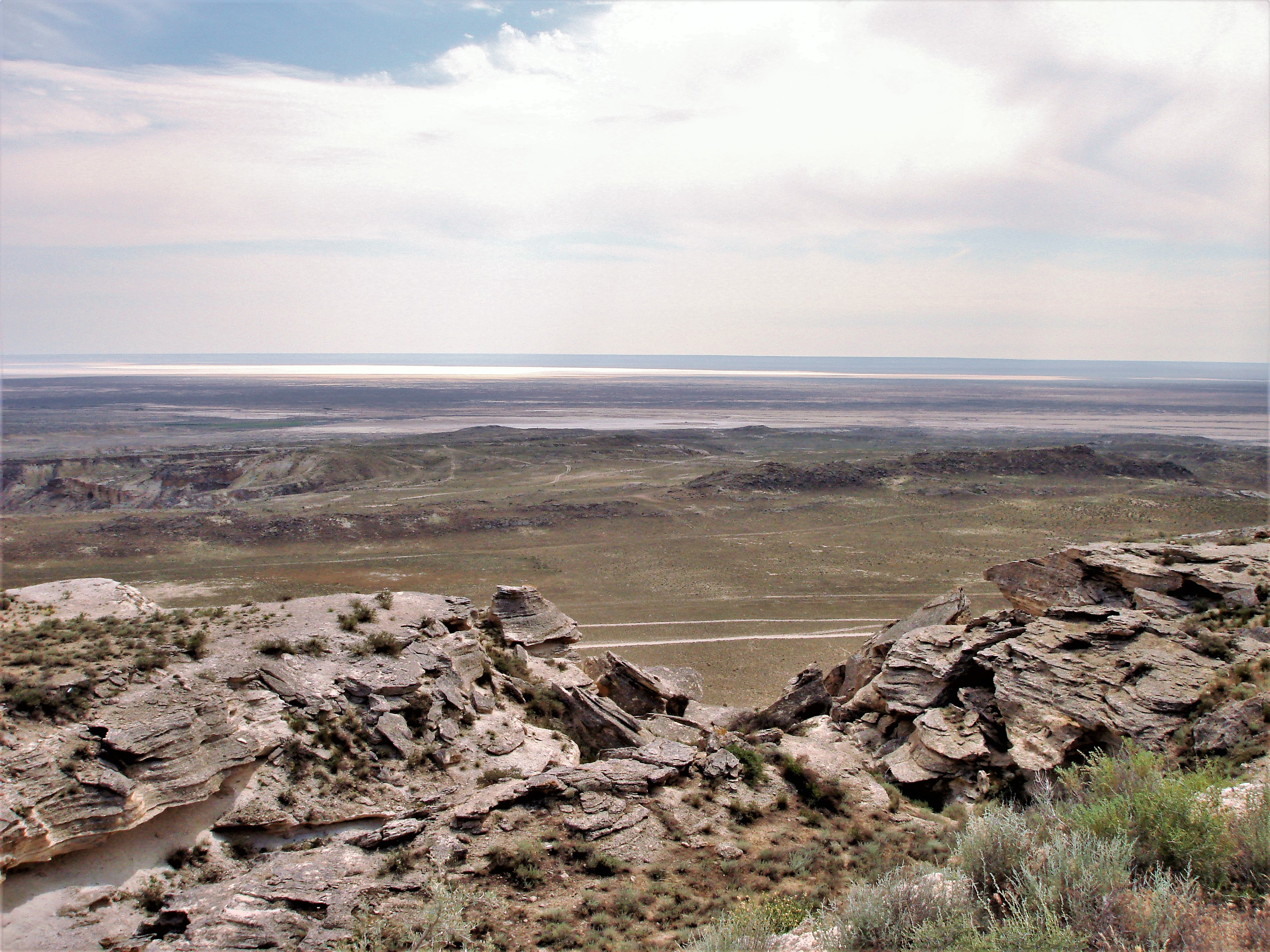
カラギーエ

北はアティラウ州とアクトベ州に、東はウズベキスタンと、南はトルクメニスタンと接している。なおトルクメニスタンと接しているのは同州のみである。大半は土漠に覆われた土地である（ウスチュルト台地、ロシア語: Плато Устюрт）。マンギスタウ半島が西のカスピ海へ突き出している。最低標高はトゥラン低地にあるカルスト地形にできたポリエのカラギーエで、海面下132mである。

## 住民
大半は州都アクタウ市(人口約19万人)および第2の都市ジャナオゼン市(人口約10万人)に居住している。その他の都市はいずれも人口3万人以下の村である。

## 交通
カスピ海に面する州都アクタウにはカザフスタン唯一の不凍港であるアクタウ港があり、対岸のアゼルバイジャンのバクーやイランへの航路を有している。また、港に隣接する区域には経済特区（Morport Aktau）も設置されている。